# Faludy György
Faludy György, szül. Leimdörfer György Bernát József, angol nyelvterületen olykor George Faludy (Budapest, Erzsébetváros, 1910. szeptember 22. – Budapest, 2006. szeptember 1.) Kossuth-díjas magyar költő, műfordító, író.

## Élete

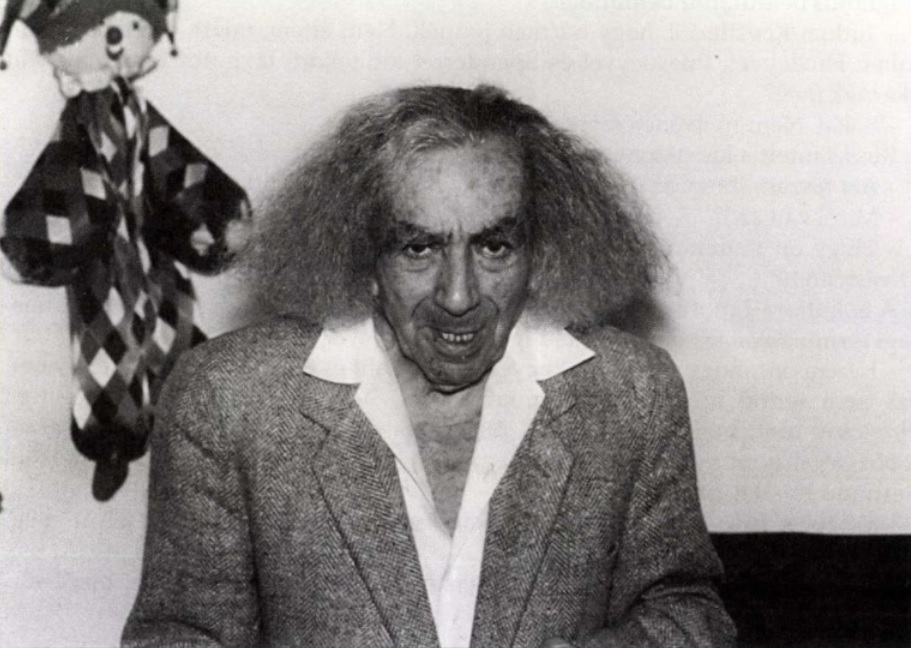
Bahget Iskander felvétele

Budapesten született zsidó polgári családban. Édesapja Leimdörfer Jenő (más forrás szerint Leimdörfer Joachim (Chájim)) vegyész, édesanyja Biringer Erzsébet Katalin volt. 1928-ban érettségizett a fasori Evangélikus Főgimnáziumban, ezután a bécsi (1928–30), a berlini (1930–31), a párizsi (1932) és a grazi (1932–33) egyetemen tanult. 1933–34-ben katonai szolgálatot teljesített zászlósi rendfokozatban, amelytől később megfosztották. 1937-ben jelentette meg a Villon-átköltéseket, mely jó időre meghatározta pályáját.
1938-ban elhagyta Magyarországot. Erre többek között az kényszerítette, hogy úgy érezte, hazájának az a legrosszabb, ha a háborút a hitleri Németország nyeri meg, így a németek oldalán semmiképp sem akart volna harcolni. Párizsig menekült, itt találkozott többek között Arthur Koestlerrel és az emigráns magyar művészek közösségével. Később a német megszállás miatt innen is távozni kényszerült. Havas Endrével és Lorsy Ernővel együtt Franciaország német megszállása után Marokkóba menekült, majd áthajózott az Amerikai Egyesült Államokba, ahol a Szabad Magyar Mozgalom titkáraként és lapszerkesztőjeként tevékenykedett. Ezután három évig, 1942 és 1945 között az amerikai hadseregben szolgált, káplárként szerelt le. Eközben húgát, aki itthon maradt, a nyilasok meggyilkolták.
1946-ban tért haza, a Népszavánál helyezkedett el. 1947-ben megjelent az Őszi harmat után című verseskötete, illetve a Villon balladák már a 14. kiadásnál tartottak. A fajgyűlöletet megvetette, ezért az ő vezetésével döntötték le 1947. április 26-áról 27-ére virradó éjjel Prohászka Ottokár Károlyi-kertbéli szobrát. A kommunista hatalom kezdettől fogva ellenségesen viszonyult hozzá, további művei nem jelenhettek meg. 1949-ben (több más forrás szerint azonban nem 1949-ben, hanem 1950 közepén) hamis vádak alapján letartóztatták, s Gábori Györggyel és Egri Györggyel Kistarcsára internálták, majd a recski kényszermunkatáborba zárták. Az ÁVH börtöneiben, illetve a táborokban írt versei 1983-ban Münchenben jelenhettek meg először Börtönversek 1950–1953 címmel.
Az itt közölt verseket 1950 és 1953 közt csináltam az Andrássy út 60. pincéjében, Kistarcsán és az ÁVO recski büntetőtáborában. A „csináltam” igét azért használom, mert Rákosi börtöneiben csakúgy, mint Hitler megsemmisítő táboraiban, papír és írószer nem állt a rabok rendelkezésére. Így ezeket a verseket „fejben csináltam”…
Legfőbb gondom az volt, hogy verseimet emlékezetembe véssem; eladdig mindig szenvedélyemnek ismertem más verseinek megtanulását, de a magaméit figyelmen kívül hagytam. Ha az első négy sort elkészítettem, elmondtam magamnak nyolcszor-tízszer; a következő négy sorral ugyanezt tettem, aztán a nyolcat ismételtem ötször-hatszor, és így tovább, míg a napi, átlagos 40 sor penzummal elkészültem. Reggelenként felmondtam magamnak mindazt, amit addig írtam: száz sort, ötszázat, ezret…
A fogdáról egész kötet költeménnyel – ezzel a kötettel – fejemben jöttem ki. Ezek után számos rabtársam tanulta meg azokat a verseket, melyeket jobbaknak, vagy a legjobbaknak tartottam. A megtanulás indoka nem csak a kölcsönös, törhetetlen szeretet volt, melyet akkor és azóta egymás iránt érzünk és nem csak a magyar nép sajátsága, a költészet iránti, merem remélni múlhatatlan lelkesedés. Sőt még nem is az, hogy ezekből a versekből – akármilyen is legyen irodalmi értékük – erőt tudtak meríteni. Hanem elsősorban az a tény, hogy költeményeimet meg kívánták menteni az utókor számára. Az akkori helyzetben, gyönge fizikumommal rendkívül valószínűtlennek tűnt, hogy túlélem Recsket. A túlélést, számos társammal együtt, nemcsak annak köszönhettem, hogy Sztálin későn ugyan, de a számunk legkedvezőbb pillanatban patkolt el, hanem elsősorban annak, hogy Nagy Imre lett a miniszterelnök, aki a büntetőtábort feloszlatta…

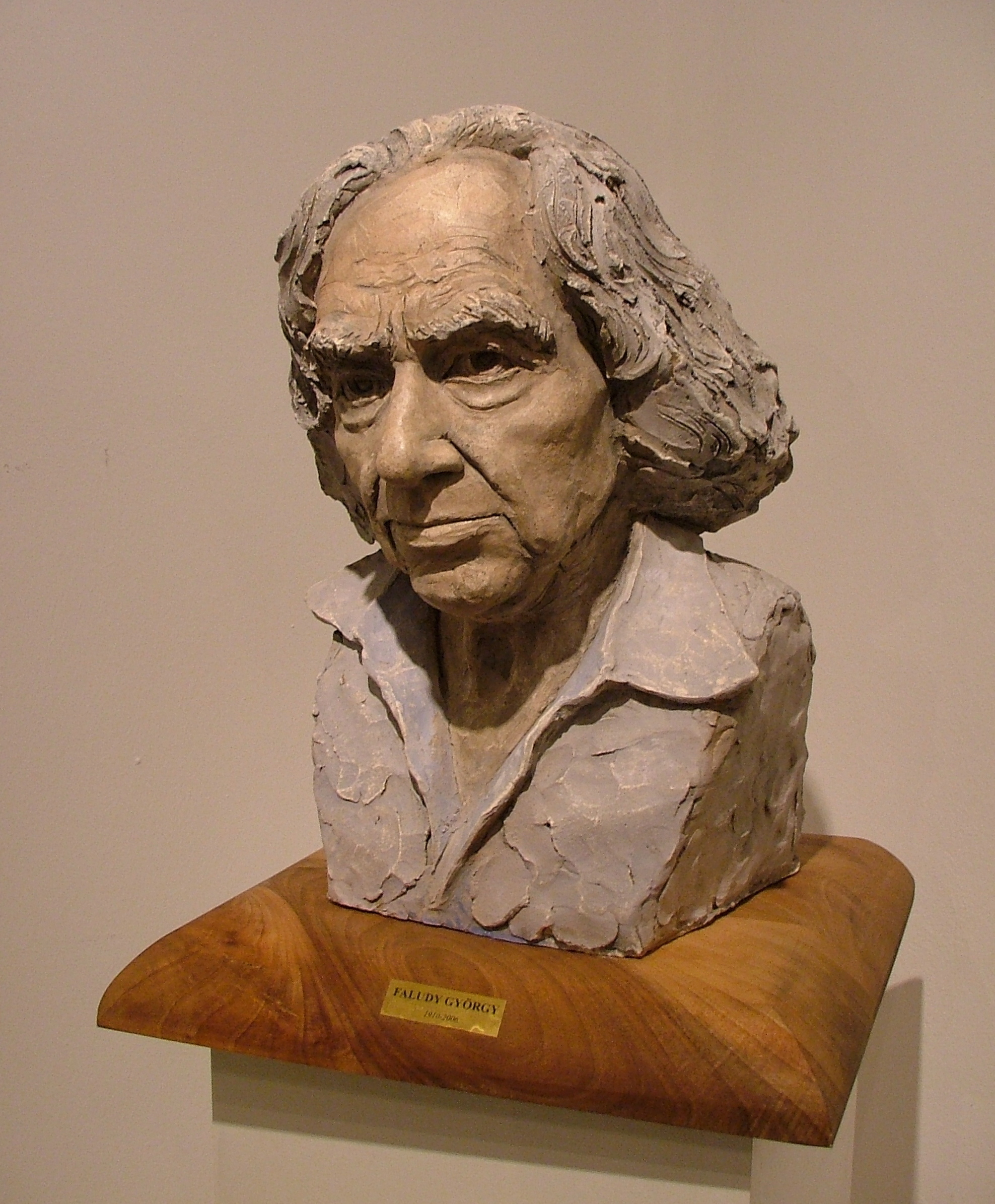
Faludy György festett terrakotta mellszobra Debrecenben (Juha Richárd alkotása)

Szabadulása után fordításokkal kereste kenyerét, majd 1956-ban ismét elmenekült az országból.
Faludy György önéletrajzi regényében (Pokolbéli víg napjaim) az ávós őrnagy beszéde jellemzi az 1953. szeptemberi szabadon bocsátások légkörét: „A Magyar Népköztársaság nevében bocsánatot kérek öntől azért az igazságtalanságért, jogtalanságért és méltatlanságért, melyet el kellett szenvednie.
…figyelmeztetett, hogy a törvény hatévi fegyházbüntetést ír elő, amennyiben rabságunk körülményeiről, helyéről, okairól akár bármit is elárultunk. Azzal a jó tanáccsal szolgálhat, hogy a kérdezősködőket jelentsük fel, közvetlen hozzátartozóinknak pedig mondjuk, hogy tanulmányúton voltunk a Szovjetunióban.”
Londonban települt le, ahol 1957-től az Irodalmi Újság szerkesztője volt. 1961–62-ben írta a Pokolbéli víg napjaim című önéletrajzi visszaemlékezéseit, eredetileg angolul (My Happy Days in Hell, 1962). A könyv 1987-ben jelent meg először magyarul az AB Független Kiadónál – a kommunista cenzúrát megkerülve szamizdat kötetként. 1963 és 1967 között Firenzében és Máltán élt. 1967-ben költözött át Torontóba. Kanadában és az Egyesült Államokban különböző egyetemeken tartott előadást, miközben a Ötágú Síp és a Magyarok Világlapja című lapok munkatársaként dolgozott. 1980-ban New Yorkban jelentek meg összegyűjtött versei. Közben Magyarországon betiltott költő volt, a könyvtárakban még a katalógusból is kiszedték azokat a cédulákat, amelyeken a neve szerepelt. Megjegyzendő azonban, hogy a pártállam idején kiadott A magyar irodalom története több helyen említi, sőt bővebben is tárgyalja és idéz tőle.
1988-ban hazatért, Budapesten telepedett le. A rendszerváltás után korábban szamizdatban terjedő műveit is ki lehetett adni. Új verskötetei és fordításai is megjelentek. Faludy 1994-ben a Kossuth-díjat is megkapta. 1998-ban alapító tagja volt a Digitális Irodalmi Akadémiának. Személyét többnyire érdeklődés övezte, bár 90 éves kora felett sem szűnt meg polgárpukkasztónak, meghökkentőnek lenni. Pokol tornácán című kötetének bemutatóját már nem érhette meg, a Kossuth-díjas költőt 2006. szeptember 1-jén otthonában érte a halál.
Tiszteletére 2006. október 3-án Torontóban a közvetlenül az egykori ottani otthona melletti parkot hivatalosan is George Faludy Place-re nevezték át. Bár az elnevezési procedúra még életében elkezdődött, a névadási ünnepséget már nem érhette meg.

## Magánélete

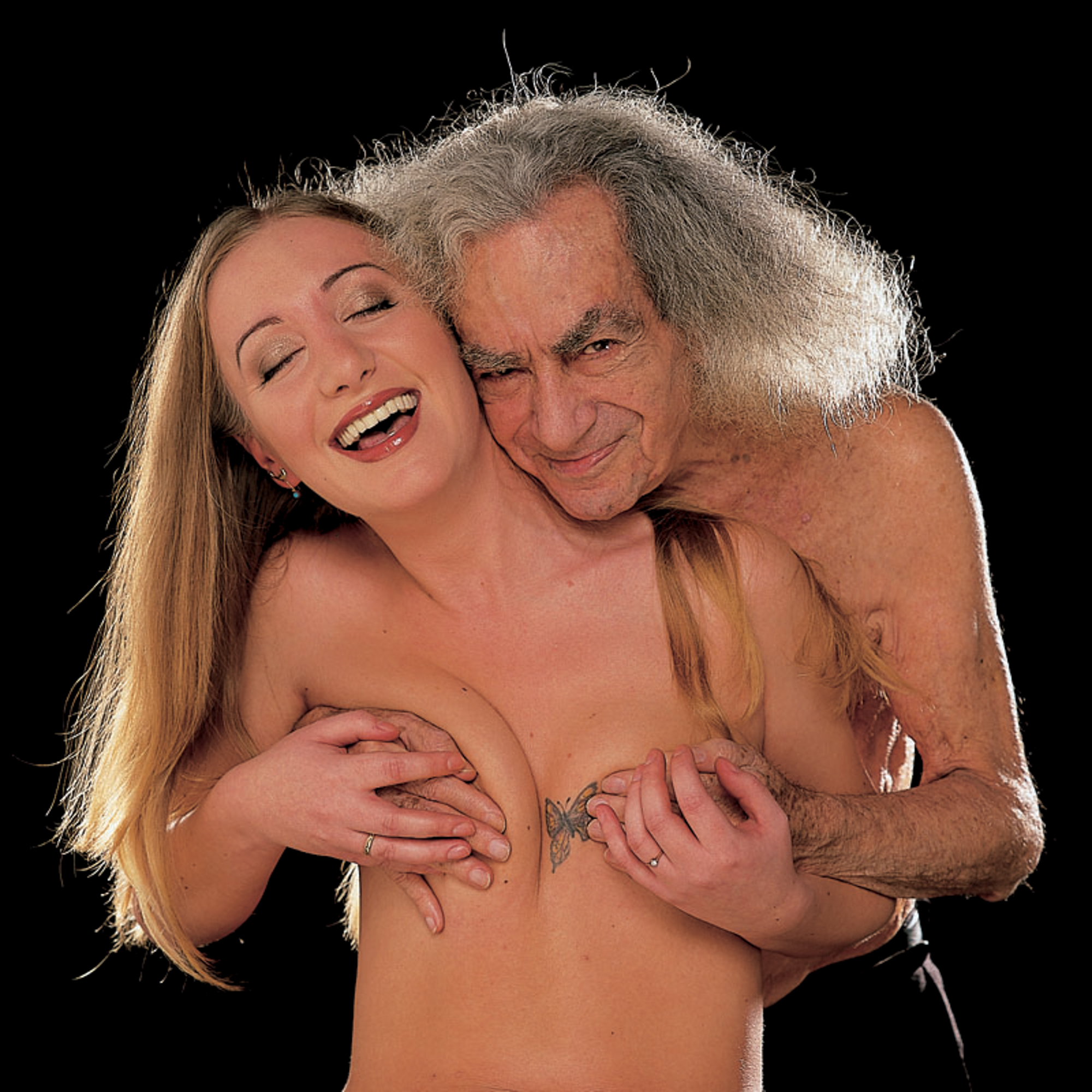
Harmadik feleségével, Kovács Fannyval Urbán Ádám egyik felvételén a róluk készített verses fényképalbumból, amit az akkor 92 éves költő a magánéletét övező reakciókra válaszul, külföldre utazása előtt, egyfajta lezárásként jelentetett meg 2002-ben

Első felesége Ács Vali volt, akit 1935-ben ismert meg, majd 1938-ban együtt emigráltak Magyarországról Párizsba (önéletírása szerint egyszerűen úri becsületből vette feleségül, mert megígérte neki). Faludy recski fogsága alatt elváltak.
1953-ban feleségül vette Szegő Zsuzsanna újságírót, akivel már letartóztatása előtt kapcsolatban állt. Zsuzsa a Haladás c. lapnak írt cikkeket. Ennek az újságnak a szerkesztőségében találkoztak először. A házasságból egy gyerek született: András (Andrew Faludy, 1955–2010). A Haladás után írt a Világosságnak is, és később a Népszavánál kapott állást. 1963-ban felesége meghalt.
1966-ban Máltán ismerkedett meg a nála 28 évvel fiatalabb amerikai fiatalemberrel, Eric Johnsonnal (1938–2004), akivel ezután 36 éven keresztül éltek élettársi kapcsolatban. Bár soha nem titkolta biszexualitását, egy 2002-es tévés interjú, melyben erről beszélt, csak halála után, 2006-ban került adásba.
2002 júliusában vette feleségül Kovács Fanny költőnőt, aki 65 évvel volt fiatalabb nála.

## Művei

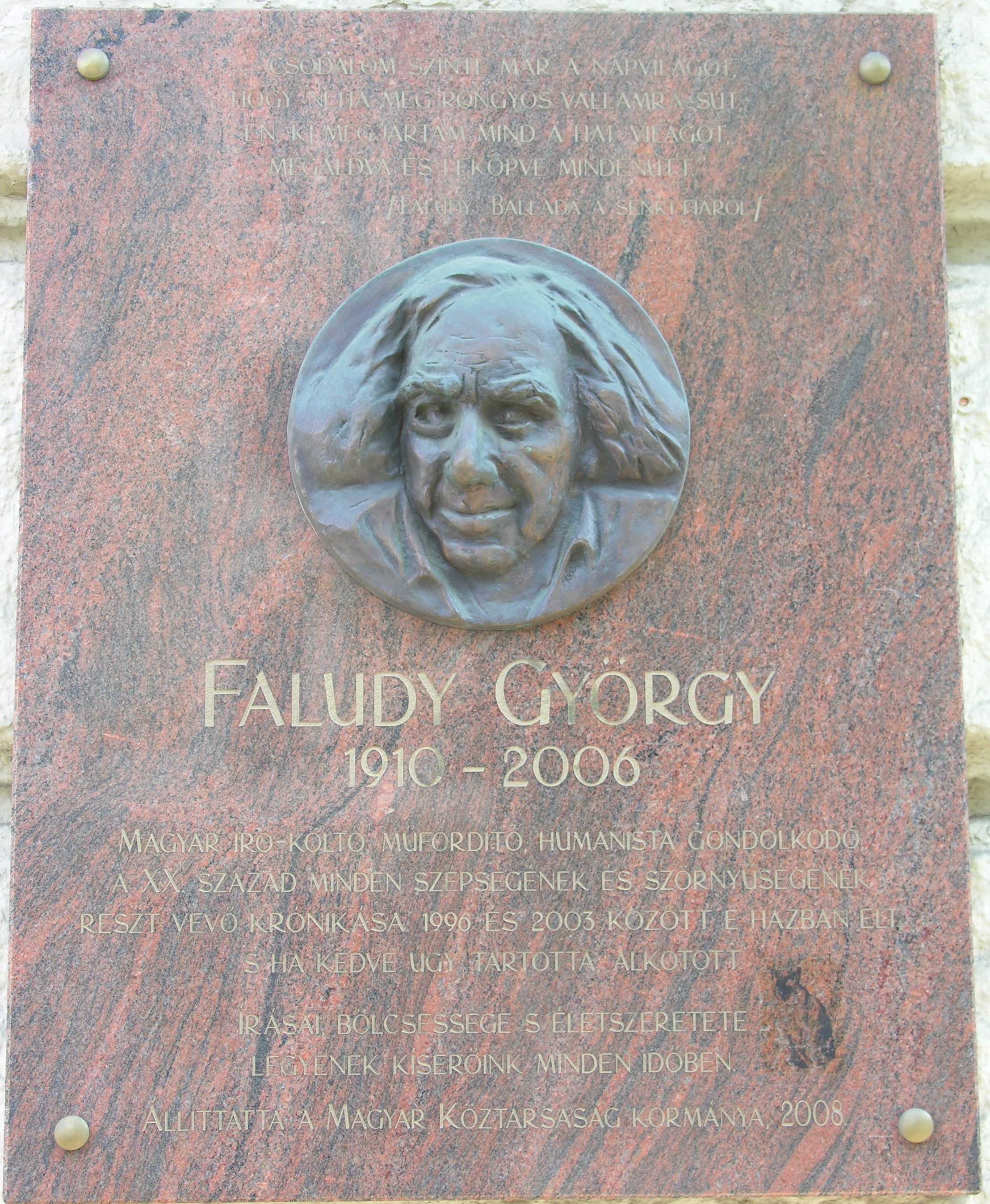
Faludy György emléktáblája egykori lakóhelyén, Budapesten a Szent István körút 2. szám alatt. Máger Ágnes alkotása

1937-ben jelentek meg Villon-átköltései a Magyar Hírlapban. Ezek profán szövegeit egyesek visszatérésnek tekintették Villon stílusához, mások csak közönségesnek tartották például Szabó Lőrinc fordításaihoz képest. Mivel egyetlen kiadó sem merte vállalni a kiadást, saját költségén jelentette meg a kötetet, amely nem várt sikert aratott, és még további negyven (részben szamizdat) kiadást ért meg.
- Heinrich Heine: Németország. Faludy György átköltésében. Kolozsvár, 1937, Korunk, 102 o.
- François Villon balladái. Bp., 1937, Officina, 96 o., 34. kiadás: Budapest, 1988, Magyar Világ, 94 o.
- A pompeji strázsán. Versek. Budapest, 1938, Officina
- Dicsértessék. Középkori himnuszok. Műfordítások. Budapest, 1938, Singer és Wolfner, 96 o.
- Európai költők antológiája. Műfordítások. Budapest, 1938, Cserépfalvi, 320 o.
- A felszabadultak az elnyomottakért. Emlékalbum a spanyol földalatti mozgalom támogatására. Budapest, 1946, Szociáldemokrata Párt, 32 o.
- Európai költők antológiája; szerk. Faludy György; 2. átdolg., bőv. kiad.; Cserépfalvi, Budapest, 1946
- Őszi harmat után. Versek. Budapest, 1947, Officina, 146 o.
- Rabelais Pantagruelje. Műfordítás. Budapest, 1948, Cserépfalvi, 304 o.; 2. kiadás: Szeged, 1989, József Attila Tudományegyetem, 458 o.; Második rész: Budapest, 1993, Magyar Világ, 326 o.
- J. P. Jacobsen: Niels Lyhne; ford. Faludy György; Új Magyar Kiadó, Budapest, 1955
- Multatuli: Max Havelaar; ford. Faludy György, bev. Hegedüs Géza; Új Magyar, Budapest, 1955
- Louis Aragon: Úri negyed. Regény; ford. Nagy András, Fodor József, Faludy György, jegyz. Szekeres György; Új Magyar Kiadó, Budapest, 1956
- Björnstjerne Björnson: A halászleány. Válogatott elbeszélések; ford. Kemény Ferenc, Ritoók Emma, Faludy György, utószó Kemény Ferenc; Új Magyar, Budapest, 1956
- Gáspár Endre: Válogatott műfordítások; vál., jegyz. Faludy György, bev. Kardos Tibor; Új Magyar, Budapest, 1956
- Henri Barbusse: A tűz. Egy raj naplója; ford. Faludy György, bev. Bölöni György; Új Magyar, Budapest, 1956
- Bertolt Brecht: A háromgarasos regény; ford. Faludy György; Európa, Budapest, 1957
- Tragödie eines Volkes. Ungarns Freiheitskampf durch die Jahrhundert. Tatár Máriával, (Faludy Zsuzsával) és Pálóczi Horváth Györggyel. Bécs, 1957, Europa Verlag, 116 o. + 37 t.
- Emlékkönyv a rőt Bizáncról. Válogatott versek; Magyar Írók Szövetsége Külföldön, London, 1961 (Magyar Könyves Céh)
- My Happy Days in Hell. [Önéletrajz.] Ford.: Kathleen Szász. London, 1962. Andre Deutsch, 470 o. (London 1963, 1987, New York, 1963, 1964, Toronto, 1985, Magyar: Budapest. 1987, 1989, 1999)
- [németül:] Heitere Tage in der Hölle. Ford.: Hans Wagenseil. München, 1964, Rütten und Loening Verlag
- [dánul:] Myne lykkelige Dage i Helvede. Ford.: Lotte Eskelung, Koppenhága 1964. Forlaget Fremad, 392 o.
- [franciául:] Les beaux jours de l’enfer. Ford.: Gara László. Párizs, 1965. John Didier, 376 o.
- [magyarul:] Pokolbéli víg napjaim. Budapest, 1987. AB Független (szamizdat), 544 o.; 2. kiadás: Budapest, 1989, Magyar Világ
- Karoton. A Novel. Ford.: Flora Papastavrou. London, 1966, Eyre and Spottiswoode, 304 o.
- [ugyanez:] City of Splintered Gods. New York, 1966, William Morrow, 304 o.
- Erasmus of Rotterdam. Életrajz. Ford.: Eric Johnson. London, 1970, Eyre and Spottiswoode, 298 o.; New York 1971, 1974
- [németül:] Erasmus von Rotterdam. Ford.: Walter Seib és Waltraut Engel. Frankfurt am Main, 1973, Societäts Verlag, 290 o.; 1981, uo.
- Levelek az utókorhoz. [Versek.] Toronto, 1975, Institut Marsile Ficin, 206 o.
- Ballada a senki fiáról. Villon-átköltés. Andruskó Károly 48 fametszetével. Újvidék, 1975, Udruzjene Kolekcionare Jugoslavije, 61 o.
- East and West. Selected Poems. Ford.: John Robert Colombo. Toronto, 1978, Hounslow Press, 148 o.
- Faludy György összegyűjtött versei. New York, 1980, Püski Sándor, 635 o.
- George Faludy: Twelve sonnets; angolra ford. Robin Skelton; Pharos Press, Victoria, 1983
- Börtönversek. 1949–1952. Az ávó pincéjében és Recsken. München, 1983, Recski Szövetség, [lapszámozás nélkül]. Ugyanez 1950–1953, Budapest, 1989, Magyar Világ, 93 o.
- George Faludy: Learn this poem of mine by heart. Poems and speech; szerk. John Robert Colombo, angolra ford. David Donell et al.; Hounslow Press, Toronto, 1983
- Learn This Poem of Mine by Heart. Sixty Poems and One Speech by – –. Ford.: John Robert Colombo. Toronto, 1983, Hounslow Press, 128 o.
- Twelve Sonnets. Ford.: Robin Skelton. Victoria, British Columbia, 1983, Pharos Press, 24 o.
- Selected Poems of George Faludy. 1933–80; ford.: Robin Skelton. Toronto, 1985, McClelland and Stewart, 232 o. Ugyanez: Athens, Georgia, USA, 1985, University of Georgia Press, 232 o.
- Ballad for Isabelle. Ford.: Robin Skelton. White Rock, British Columbia, 1985, White Rino Press
- Jens Peter Jacobsen: Marie Grubbe; ford. G. Beke Margit, Faludy György, utószó Kúnos László; Európa, Bp., 1985 (A világirodalom klasszikusai)
- Hullák, kamaszok, tücsökzene / Corpses, Brats and Cricket Music. Ford.: Robin Skelton. Vancouver 1987, Tanks, 67 [2] o.
- Faludy György–Eric Johnson: Notes from the Rainforest. Esszék. Toronto, 1988, Hounslow Press, 128 o.
- Test és lélek. A világlíra 1400 gyöngyszeme. Műfordítások. Szerk.: Fóti Edit. Ill.: Kass János. Budapest, 1988, Magyar Világ, 760 o.
- Börtönversek, 1950–53. Az ÁVO pincéjében és Recsken; ill. Kass János; Magyar Világ, Budapest, 1989
- Rabelais–Faludy: Pantagruel. Középkori francia vidámságok könyve, 1–2.; JATE, Szeged, 1989–1993
- 200 szonett. Versek. Budapest, 1990, Magyar Világ, 208 o.
- Erotikus versek. A világlíra 50 gyöngyszeme. Szerk.: Fóti Edit. Ill.: Karakas András. Budapest, 1990. Magyar Világ, 72 o.
- Jegyzetek az esőerdőből. Budapest, 1991, Magyar Világ Kiadó, 208 o.
- Dobos az éjszakában. Válogatott versek. Szerk.: Fóti Edit. Budapest, 1992, Magyar Világ, 320 o.
- Csavargó énekek. Villon balladái és versei; ford. Faludy György et al.; Interpopulart, Szentendre, 1993 (Populart füzetek)
- Jegyzetek a kor margójára. Publicisztika. Budapest, 1994, Magyar Világ, 206 o.
- 100 könnyű szonett. Budapest, 1995, Magyar Világ [lapszám nélkül]
- Versek. Összegyűjtött versek. Budapest, 1995, Magyar Világ, 848 o., 2001, Magyar Világ Kiadó 943 o.
- Vágyzuhatag. Amaru és Bhartrihari szanszkrit verseiből; vál., szerk., utószó Vekerdi József, ford. Faludy György et al.; Terebess, Budapest, 1997
- Vitorlán Kekovába. Versek. Budapest, 1998, Magyar Világ, 80 o.
- Marc Chagall–Jean de La Fontaine: Állatmesék; ford. Faludy György, Lóránt Zsuzsa; Glória, Budapest, 1998
- Perzsa költészet; ford. Faludy György; Glória, Budapest, 1999 (Faludy tárlata)
- Japán költészet; ford. Faludy György; Glória, Budapest, 2000 (Faludy tárlata)
- Kínai költészet; ford. Faludy György; Glória, Budapest, 2000 (Faludy tárlata)
- Pokolbeli napjaim után; Magyar Világ, Budapest, 2000 ISBN 9639075094
- Pokolbeli víg napjaim. Visszaemlékezés
  - Budapest, 1987, AB Független K.
  - ISBN 963 7815 00 7 (Budapest, 1989, Magyar Világ)
  - ISBN 963 9075 07 8 (Budapest, 1998, Magyar Világ)
  - ISBN 963 9075 34 5 (Budapest, 2005, Magyar Világ)
  - ISBN 978 963 370 040 2 (Bp., 2015, Alexandra)
- Latin költészet; ford. Faludy György; Glória, Bp., 2001 (Faludy tárlata)
- Görög költészet; ford. Faludy György; Glória, Bp., 2001 (Faludy tárlata)
- Limerickek; ford. Faludy György; Glória, Bp., 2001 (Faludy tárlata)
- Viharos évszázad; Forever, Bp., 2002
- Petronius: Satyricon; ford. Faludy György; Glória, Bp., 2002 (Faludy tárlata)
- Középkori költészet; ford. Faludy György; Glória, Bp., 2002 (Faludy tárlata)
- Európai gyöngyszemek. Faludy György műfordításai az 1930-as évekből; Magyar Világ, Bp., 2002
- Reneszánsz költészet; ford. Faludy György; Glória, Bp., 2003 (Faludy tárlata)
- A század vallomásai. Válogatott versek, 1933–2003; Villon, Bp., 2003
- Barokk költészet; ford. Faludy György; Glória, Bp., 2004 (Faludy tárlata)
- Dicsértessék. A katolikus líra remekei; Faludy György fordításában és átköltésében; Villon, Bp., 2004
- Faludy in English; Fooliar Press, Toronto, 2005
- Testek vonzásában. A világirodalom legszebb erotikus versei; Glória–Villon–MMK 2000, Bp., 2005
- Szepes Mária–Faludy György: Gondolatok és portrék, Máraira hangolva; Urbis, Bp., 2006
- Faludy György–Faludy Zsuzsa: A forradalom emlékezete; Alexandra, Pécs, 2006 ISBN 9633700337
- A Pokol tornácán; Alexandra, Pécs, 2006 ISBN 9633699452
- Válogatott versek; Alexandra, Pécs, 2006
- Karoton; angolból ford. Szőcs Noémi Imola, átdolg. Orbán János Dénes; Alexandra, Pécs, 2006
- Gerendás Péter: Faludy; Helikon, Bp., 2006 (Hangzó Helikon) + CD
- Heinrich Heine: Válogatott versek Faludy György fordításában és Németország Faludy György átköltésében. Egy kötetben. Alexandra Kiadó, 2006
- Rotterdami Erasmus; angolból ford. Szőcs Noémi Imola; Alexandra, Pécs, 2006
- Faludy György–Faludy Zsuzsa–Pálóczi Horváth György: Egy nép tragédiája. A magyar szabadságharc évszázadai. 1957, Bécs (Tragödie eines Volkes); németből ford. Jakab Katalin, Máthé Melinda; Alexandra, Pécs, 2007
- Jegyzetek az idő sodrában; Alexandra, Pécs, 2007
- 37 vers / 37 poems; angolra ford. Peter Zollman; Maecenas, Bp., 2010
- Elfeledett versek. Kötetbe nem sorolt és publikálatlan művek; vál., jegyz. Csiszár Gábor; Alexandra, Pécs, 2010
- Versek, 1–2.; szerk. Csiszár Gábor; Alexandra, Pécs, 2016
- Ne uszítsatok levelezésre! Faludy György hagyatékából; szerk. Csiszár Gábor; Európa, Bp., 2021
- Fetrengek parázna szabadon. Félszáz istenes versfordítás; vál., szerk. Csiszár Gábor; Európa, Bp., 2023
- Pokolbeli víg napjaim; utószó Csiszár Gábor; teljes, felújított kiad.; Európa, Bp., 2024
- Versek – Digitális Irodalmi Akadémia, Petőfi Irodalmi Múzeum, Budapest, 2011. – A hozzáférés ideje: 2012. augusztus 24.

## Kitüntetései
- A Magyar Köztársaság rubinokkal ékesített Zászlórendje (1991)
- A Soros Alapítvány Életműdíja (1993)
- Nagy Imre-emlékplakett (1993)
- Kossuth-díj (1994)
- Budapest díszpolgára (1996)
- A MÚOSZ örökös tagja (1997)
- Joseph Pulitzer-emlékdíj (1998)
- Aranytoll (2000)
- Don Quijote-díj (2001)
- Obersovszky-emlékplakett (2002)
- Gundel művészeti díj (2002)
- A Magyar Köztársasági Érdemrend középkeresztje a csillaggal (2002)
- A Magyar Köztársasági Érdemrend nagykeresztje (2006)

## Különcségei

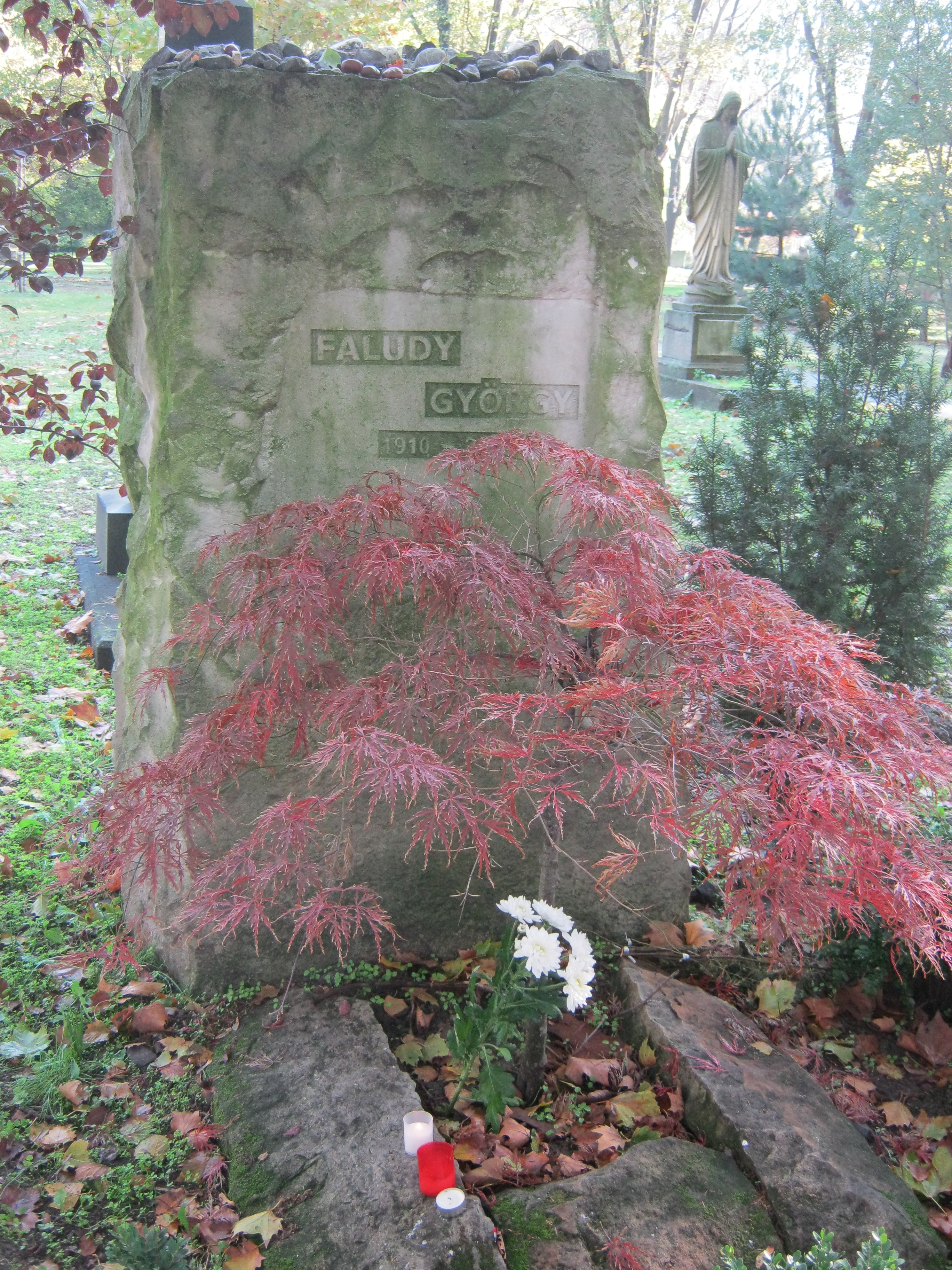
Faludy György síremléke, Budapest, Fiumei úti temető

- Sosem viselt zoknit, miután 1947-ben Albert Einstein felhívta figyelmét a ruhadarab vérkeringésre gyakorolt káros hatásaira.[19]

## Róla szóló és szakirodalom
- Pomogáts Béla: Faludy György; Glória, Bp., 2000
- Magyar Odysseus. Faludy élete képekben; bev. Pomogáts Béla, szerk. Bodnár János; Glória, Bp., 2000
- Vincze Attila: Faludy világa. Faludy György és Vincze Attila beszélgetései alapján; Duna, Bp., 2006
- Faludy György. Életút és válogatás. A 8. évfolyam számára; összeáll. Orbán János Dénes; Nemzeti Tankönyvkiadó, Bp., 2006
- Faludy György. Életút és válogatás. A 12. évfolyam számára; összeáll. Orbán János Dénes; Nemzeti Tankönyvkiadó, Bp., 2006
- Milánovics Danica: Faludy György utolsó éve. Egy jó barát visszaemlékezései a nagy költő életének utolsó évére és halálára, személyes emlékek, feljegyzések, találkozások, fényképek és videófelvételek alapján; Világóceán, Százhalombatta, 2007
- Faludy-Kovács Fanny: Faludy fehéren-feketén. Beszélgetések Faludy Györggyel; Alexandra, Pécs, 2007
- Faludy-Kovács Fanny: Pokolbeli víg óráink. Újabb beszélgetések Faludy Györggyel; Alexandra, Pécs, 2007
- Kossuth Éva: A magyar nyelv használata Faludy György költészetében; HSAC, s.l., 2008 (Lectures and papers in Hungarian studies) + CD
- "Szonettek". Tisztelgés Faludy György emléke előtt; szerk. Góg János; Raszter, Csongrád, 2010
- Réfi János: Faludy mozaik; Raszter, Csongrád, 2010
- Blénesi Éva: Olvass, bolyongj, szeress. A humanista Faludy önteremtése és világteremtése; Concord Media Jelen, Arad, 2011 (Irodalmi jelen könyvek)
- Udvarhelyi András: "Ha szabad így mondanom". Faludy György szerelmei, barátai, szerepei; Raszter, Csongrád, 2016
- Zebrapintyek az írógépen. Faludy György Torontóban és Budapesten; szerk., összekötő szöveg Milánovics Danica; Világóceán, Százhalombatta, 2019
- Szakolczay Lajos: Szólíts nyugodtan Gyurkának!". Találkozások Faludy Györggyel; MMA, Bp., 2021
- Udvarhelyi András: "Magadon túl kezdődöl". Faludy-fogalomtár és szótár; s.n., Bp., 2022